# SmartLynx Airlines
 (octobre 2020).
Si vous disposez d'ouvrages ou d'articles de référence ou si vous connaissez des sites web de qualité traitant du thème abordé ici, merci de compléter l'article en donnant les références utiles à sa vérifiabilité et en les liant à la section « Notes et références ».
SmartLynx Airlines, anciennement LatCharter, est une compagnie aérienne d'affrètement dans le transport de passagers et dans le transport de  fret à travers l'Europe, l'Afrique, l'Asie, l'Australie, le Canada et les États-Unis. Basée à Mārupe, en Lettonie, elle est spécialisée en affrètement d'avions avec équipage (wet lease), avec maintenance et assurance (ACMI) auprès d'autres compagnie aériennes.
SmartLynx exploite une flotte de 65 avions court-courrier ainsi que long-courrier composée d'Airbus A320-200, d'Airbus A321-200, d'Airbus A330-300 ainsi que de Boeing 737 Max.

## Histoire

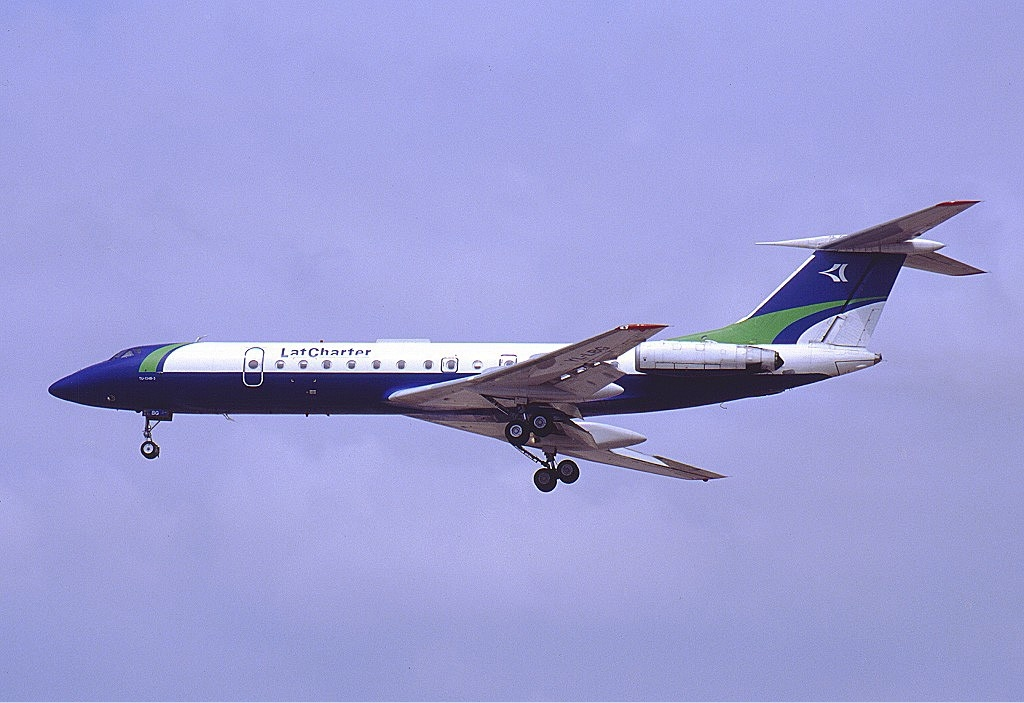
LatCharter Airlines Tupolev Tu-134

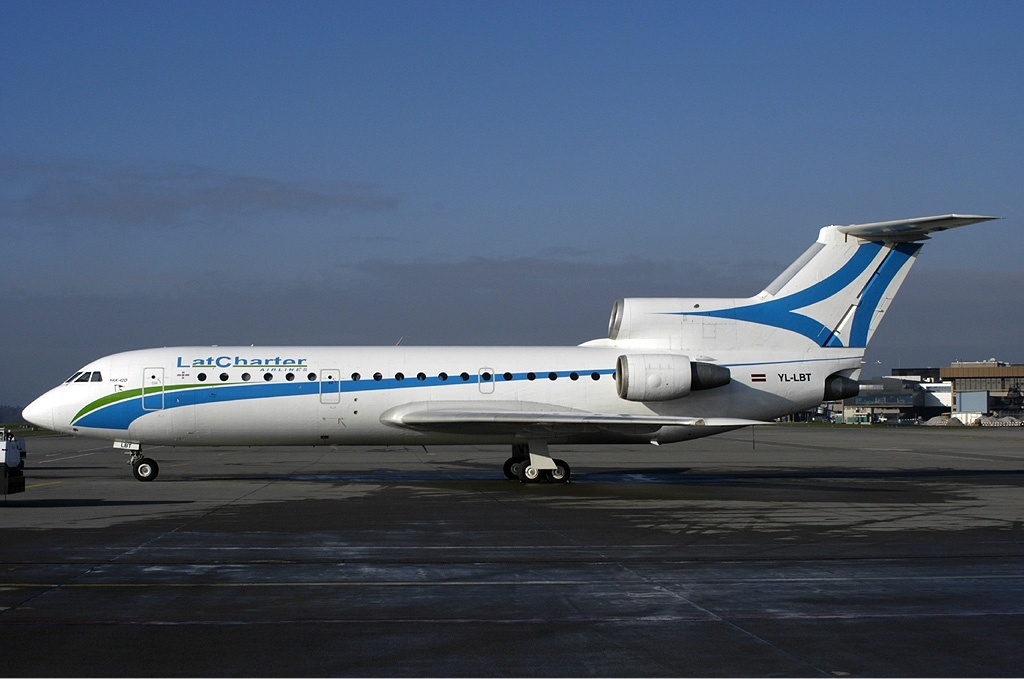
LatCharter Airlines Yakovlev Yak-42D

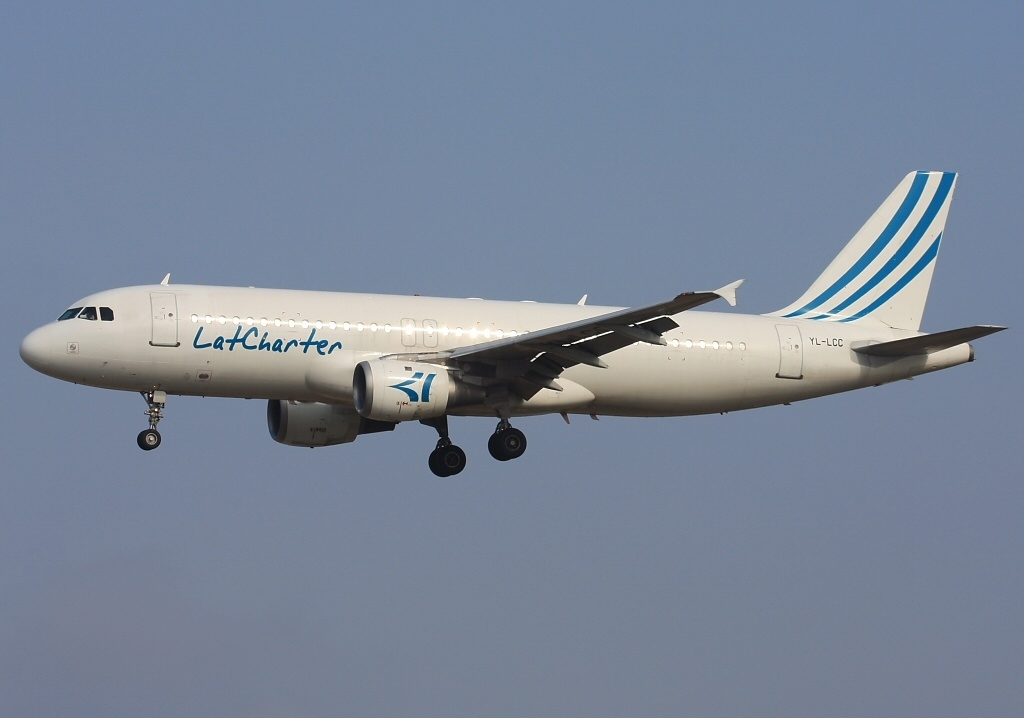
Ancien Airbus A320-200 de LatCharter

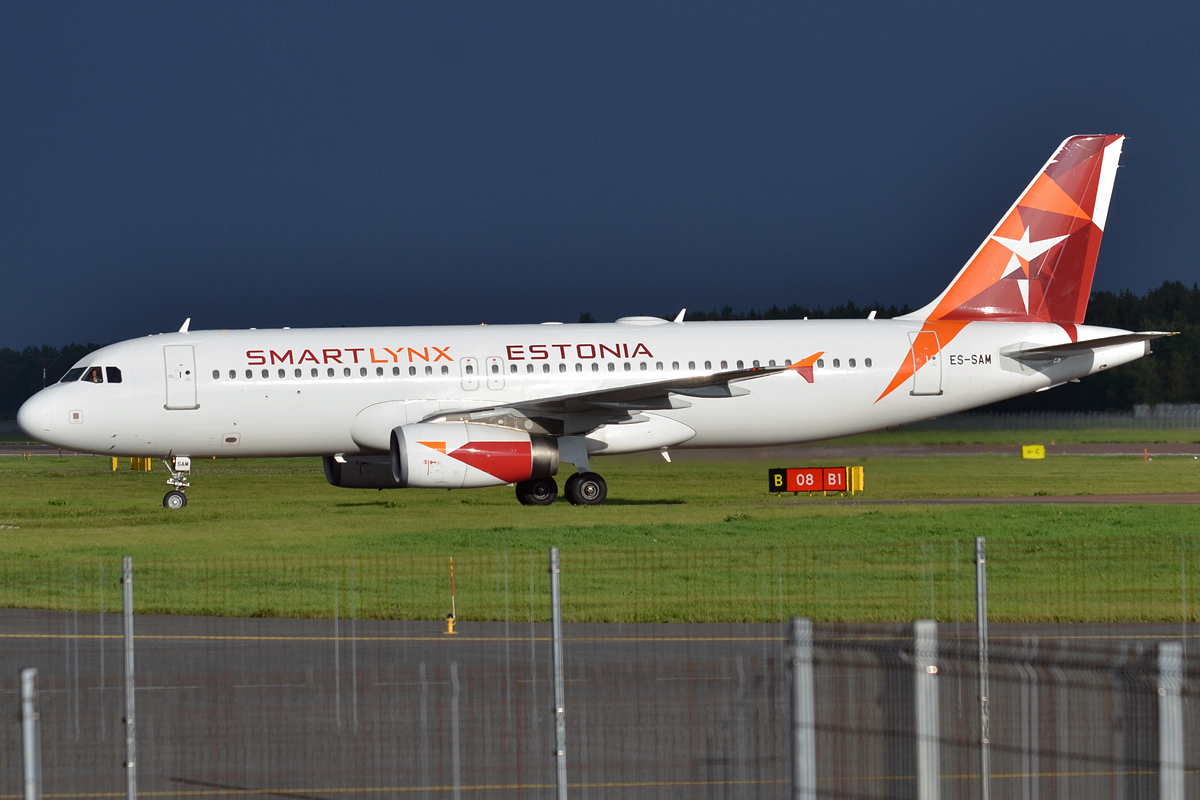
SmartLynx Estonia, ES-SAM, Airbus A320-232

La société privée est créée en 1992 par quatre pilotes professionnels et un ingénieur de vol sous le nom de LatCharter et commencé ses opérations en 1993 avec un Tupolev Tu-134B loué. La flotte de Tupolev est remplacée par un avion plus grand, le Yakovlev Yak-42, en avril 2001. L' Airbus A320-200 fait son entrée dans la flotte en décembre 2003.
En juillet 2006, Loftleiðir, la filiale du groupe Icelandair spécialisée dans la location d'avions, acquiert une participation majoritaire de 55% dans le stock LatCharter, et à terme dans toute la société. La compagnie aérienne élargit sa flotte en ajoutant cinq autres A320-200 et deux B767-300 en 2007. Les avions sont loués avec équipage à différentes compagnies aériennes à travers le monde. Depuis lors, le marché de l'ACMI est l'activité principale de l'entreprise. Elle a opéré pour de nombreux transporteurs tels que Air Malta, Air Transat, SBA Airlines, Finnair, ou encore Condor Flugdienst .
En 2008, son nom change pour SmartLynx Airlines, un nouveau logo et une nouvelle livrée sont également mis en place.
En 2012, la compagnie aérienne est achetée à Icelandair dans le cadre d'un rachat par la direction et devient une entité distincte à part entière. La même année voit la création de la filiale Smartlynx Airlines Estonia avec un Airbus A320-200 pour servir les voyagistes estoniens.
En 2016, un fonds d'investissement basé aux Pays-Bas devient propriétaire de la société. Un nouveau logo fait son apparition.
En 2016, Zygimantas Surintas devient le PDG de la compagnie.
En 2019, la compagnie établit une filiale à Malta (SmartLynx Malta). SmartLynx Airlines fait également partie du groupe Avia Solutions Group en 2019.
En 2020, la compagnie se diversifie dans le transport de fret. En février 2021, SmartLynx et DHL signent un accord de partenariat. Le partenariat concerne deux Airbus A321-200 appartenant à SmartLynx Malta transportant du fret et des marchandises pour le compte de la Deutsche Post.
En octobre 2021, SmartLynx annonce la mise en place d'un centre de maintenance interne: SmartLynx Technik. À partir de novembre 2021, SmartLynx loue  plusieurs Airbus A320-200 à la compagnie Air Peace basée au Nigeria.
In février 2022, SmartLynx Airlines signe un accord avec SMBC Aviation Capital pour louer deux Boeing 737 MAX 8. En mars 2022, SmartLynx annonce l'introduction du premier Airbus A330-300  cargo dans sa flotte après avoir signée un accord avec Air Transport Services Group.
SmartLynx signe également des partenariats avec des compagnies telle que la compagnie britannique EasyJet, en lui affrétant plusieurs avions en juin 2022. En octobre 2022, SmartLynx annonce également l'ajout de quatre Airbus A321F cargo à sa flotte, avec le projet d'avoir 20 A321F dans sa flotte à la fin de l'année 2023. Les quatre nouveaux avions cargo sont acquis à travers le programme de conversion de l'A321 en version passagers vers une version cargo en partenariat avec Aero Capital Solutions.
En septembre 2023, SmartLynx affrète 11 avions avec équipage auprès de la compagnie aérienne indienne IndiGo pour lui permettre d'affronter l'accroissement de ses besoins pendant la saison estivale.

## Accidents et Incidents
En février 2024, le pare-brise d'un 737-8 MAX de Smartlinx Airlines Malta se fissure en plein vol.

## Flotte

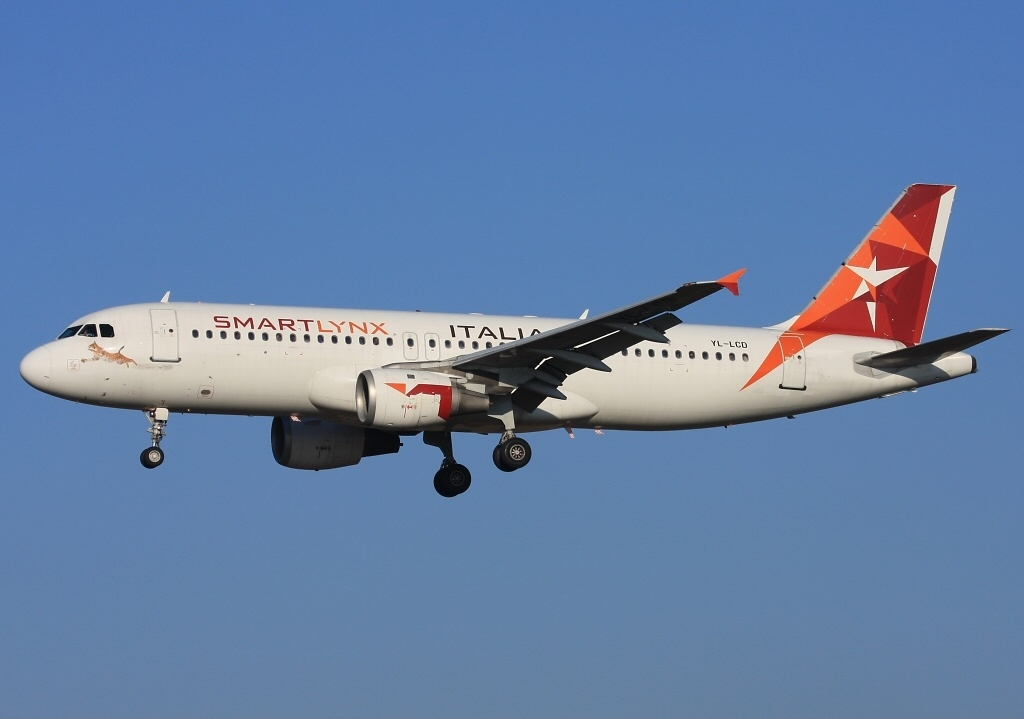
Airbus A320-200 de SmartLynx Airlines

En décembre 2023, SmartLynx Airlines exploite la flotte suivante :
| Appareil           | En service | Commandes | Passagers | Remarques |
| ------------------ | ---------- | --------- | --------- | --- |
| Airbus A320-200    | 29         | —         | 180       | 12 en opération pour SmartLynx Airlines Ltd 10 en opération pour SmartLynx Airlines Estonia 7 en opération pour SmartLynx Airlines Malta |
| Airbus A321-200    | 12         | —         | 220       | 10 en opération pour SmartLynx Airlines Ltd. 2 en opération pour SmartLynx Airlines Malta                                                |
| Airbus A321-200P2F | 11         |           | Cargo     | En opération pour SmartLynx Airlines Malta                                                                                               |
| Airbus A330-300    | 6          |           | 285-377   | En opération pour SmartLynx Airlines Malta                                                                                               |
| Boeing 737 Max     | 9          |           | 189       | En opération pour SmartLynx Airlines Malta                                                                                               |
| Total              | 65         | —         |           | |